# Pavel Buceațchi
Pavel Buceațchi (n. 10 aprilie 1959, municipiul Chișinău) este un inginer din Republica Moldova, care a îndeplinit funcția de Ministru al Tehnologiei Informației și Comunicațiilor al Republicii Moldova (2008 - 2009).

## Biografie
Pavel Alekseevici Buceațchi s-a născut la data de 10 aprilie 1959, în municipiul Chișinău. A absolvit cursurile Facultății de Matematică și cibernetică, specialitatea – programator-matematician, din cadrul Universității de Stat din Chișinău (1983), apoi pe cele ale Facultății de Dispozitive semiconductoare și microelectronică din cadrul Institutului Politehnic din Chișinău, obținând calificarea de inginer-tehnolog în microelectronică.
După absolvirea primei facultăți în anul 1983, a lucrat la Uzina „Signal". Începând din anul 1993 este încadrat în Ministerul Afacerilor Interne al Republicii Moldova, apoi în 1995 este transferat în cadrul Întreprinderii de Stat "Registru". În anul 2005, Pavel Buceațchi este numit în funcția de viceministru al dezvoltării informaționale.
În baza votului de încredere acordat de Parlament, prin Decret al Președintelui Republicii Moldova, la data de 31 martie 2008, Pavel Buceațchi este numit în funcția de Ministru al Dezvoltării Informaționale în noul guvern format de Zinaida Greceanîi.
Pavel Buceațchi vorbește (după propriile afirmații) limbile rusă, engleză, germană, franceză, spaniolă și italiană.